# María Grande
María Grande es un municipio del distrito María Grande 1° del departamento Paraná en la provincia de Entre Ríos, República Argentina. El municipio comprende la localidad del mismo nombre y un área rural. Se encuentra ubicada en el sector centro-oeste de la provincia. Posee una población de 7101 habitantes (según el censo 2001) .

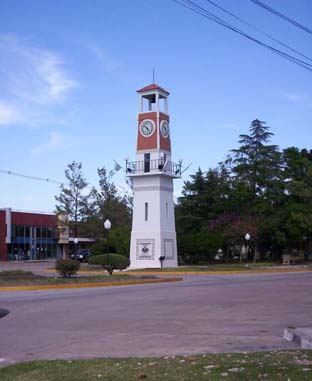
Reloj municipal.

La postal de la ciudad es, como puede apreciarse en la foto, el reloj municipal, construido en los años sesenta.

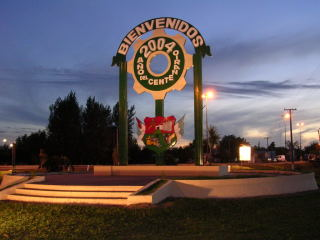
Engranaje - Acceso de la ciudad.

El Club Atlético de María Grande, más conocido como el "rojo", es el club más grande del municipio, con 15 títulos regionales.

## Toponimia
El origen de su nombre se atribuye a María Garay, hija de Juan de Garay (quien fue el primer español propietario de estas tierras). Aparece otra María, hija del nombrado anteriormente y viuda de Lencina, hermana menor de la anterior. De esto se deduce, que basado en este nombre, se denominó con uno de ellos el arroyo que nace en esta zona, y por ende, al poblado María Grande.

## Ubicación geográfica y población

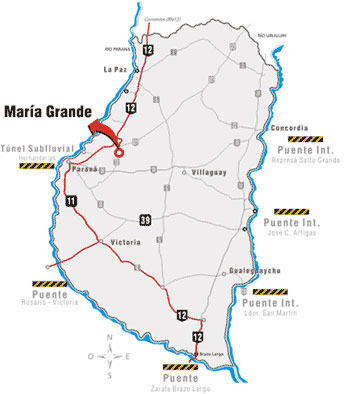
Ubicación de María Grande.

Se encuentra en el sector centro-oeste de la provincia de Entre Ríos a 65,3 km de la ciudad de Paraná, 470 km la separan de Buenos Aires, capital federal del país.
Desde Paraná se accede a la localidad por acceso norte hasta ruta nacional 12 y por ella hasta el empalme con la ruta nacional 127 hasta El Pingo, por ruta provincial 32 al sur. También por ruta nacional 18 hasta Viale, por ruta provincial 32 al norte. 
La variante más corta es por ruta nacional 12 hasta La Picada y por ruta provincial 10.
María Grande se encuentra asentada en la horqueta de la Cuchilla de Montiel, a 90 metros sobre el nivel del mar.

## Historia
En un censo levantado en 1783 por el reverendo José María Cabrieros (o Cabriedos), el nombre de este sitio figuraba ya como «Pago de María». En esa época era ruta obligada entre La Bajada y la zona en donde hoy está Villaguay. Las picadas y sendas de sus montes fueron luego constantemente cruzadas por galeras que hacían el comercio de transporte de pasajeros y encomiendas entre las dos ciudades.
En 1903 llegó el primer poblador, Pascual Ríos. Un año más tarde llegó Víctor Estremero, quien instaló la primera fonda. Ese año también llegan las familias Morelli, Santichi, Deganis, Mastaglia, Campi y Scetti. El censo levantado en 1903 por el presbítero Caviedes confirma la presencia de pobladores. El municipio estableció como fecha fundacional el 30 de octubre de 1904, fecha tomada arbitrariamente.

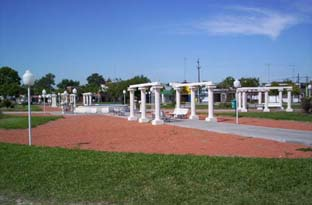
Plaza El Centenario.

En marzo de 1905 el poblado o caserío tomó el nombre de estación María Grande debido a que se libra al público el servicio ferroviario. En ese mismo año, las firmas Stagnaro y Solari provenientes de Cerrito instalan un centro cerealero y construyen el primer galpón grande. El 12 de enero de 1907 fue solicitada la aprobación del plano de la planta urbana, que fue aprobada el 2 de abril de 1907.
El 24 de diciembre de 1926 fue creada una junta de fomento. El 1 de julio de 1935 por ley n.º 3001 pasó a ser un municipio de 2ª categoría. Por decreto n.º 776/1984 MGJE de 19 de marzo de 1984 pasó a la 1ª categoría.

## Actividad económica
En los últimos tiempos, María Grande ha ido creciendo es su actividad turística gracias a la instalación del complejo termal. Pero, la actividad económica más importante es la agricultura y la ganadería, ya que la zona es una de las de mayor producción cerealera y de oleaginosas. También se destaca los emprendimientos tamberos. La cría de porcinos y avicultura se realiza en menor escala.

## Clima

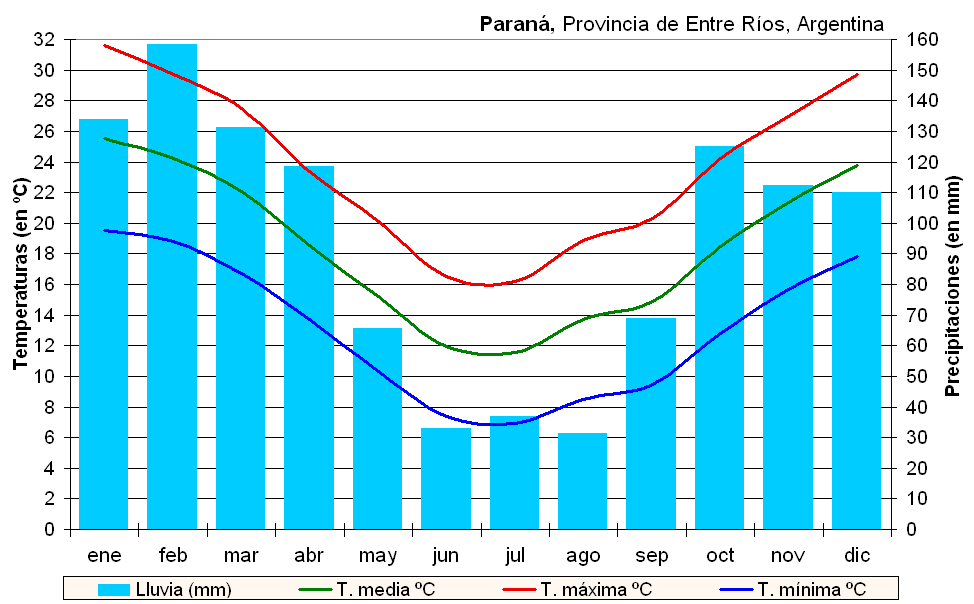
Climograma de María Grande.

Las temperaturas son moderadas, promedio de 18 °C. Las lluvias son suficientes, pasando los 1000 mm anuales. Las heladas son más frecuentes que en el norte de la provincia. Predomina el viento Pampero y la sudestada, y menos frecuentes son el viento norte, este y oeste.

## Flora y fauna
En esta zona se destaca la existencia de espinillos, ñandubay, tala, algarrobo, chañar, molle, y sombra de toro. Anteriormente esto era toda una zona de montes que avanzaban hasta el centro de la provincia. Hoy es una región de cultivos, ya que gran parte ha sido talada para tal fin. También existen abundante gramíneas, como paja brava, cebadilla, gramilla blanca, pasto cadena, pasto horqueta, entre otras. 
La fauna que aquí se desarrolla es semejante a la de las regiones vecinas: vizcachas, tucu tucus, comadrejas, zorros del monte y —cerca de los cursos de agua— nutrias y carpinchos.

## Complejo termal
El complejo «Termas María Grande» se encuentra a 3 km al oeste del centro de María Grande,
en un predio de 47 hectáreas de montes nativos de aproximadamente doscientos años, atravesado por una cañada que le otorga una belleza particular.
Termas María Grande cuenta con nueve piscinas: tres de ellas cubiertas y dos con hidro jet. De formas circulares, triangulares y trapezoidales, tienen distintas temperaturas que varían entre los 39 y 46,5 °C. La profundidad de las piletas va desde los 30 cm al 1,60 m aproximadamente.
Las aguas saladas de las termas poseen propiedades terapéuticas. El complejo cuenta con todos los servicios, sanitarios, duchas, vestuarios, enfermería y guardavidas.
El Complejo Termas María Grande tiene cuatro sectores bien definidos: el balneario propiamente dicho, el sector hoteles, una zona para acampar y el barrio privado donde se levantan dos docenas de cabañas.

## Parroquias de la Iglesia católica en María Grande
| Arquidiócesis | Paraná            |
| ------------- | ----------------- |
| Parroquia     | María Auxiliadora |